# کمال‌الدین جناب
کمال‌الدین جناب (۱۲۸۷ اصفهان- ۱۳۸۵) استاد دانشگاه و فیزیک‌دان ایرانی و پیشگام فیزیک هسته‌ای در ایران بود.
وی متولد اصفهان بود. مدرک کارشناسی خود را از دانشگاه سوربن فرانسه و دکتری تخصصی (PhD) فیزیک هسته‌ای خود را از انستیتو تکنولوژی کالیفرنیا (Caltech) زیر نظر رابرت میلیکان در آمریکا دریافت نمود.
چند دوره رئیس دانشکده علوم دانشگاه تهران بود. بر اساس تحقیقات انجمن فیزیک ایران، اولین مقاله فیزیک نوشته شده ایرانیان و منتشر شده در نشریات علمی بین‌المللی (در سال ۱۹۳۷) از او بود
او همچنین از اعضای حزب ایران و جبهه ملی ایران بود.

## پیشینه خانوادگی
میرسیدعلی جناب پدر کمال الدین جناب از جمله افرادی بود که به زبانهای فرانسه و عربی تسلط داشت و از علوم ریاضی و دانش جدید نیز برخوردار بود. او موفق شد، همچو پیشینیانش، خانواده‌ای را تربیت کند که همگی اهل فضل و کمال و دوستدار علم و دانش شوند. همچنین او در تأسیس اولین مدارس با پسر عموی خود حسنعلی جناب حافظ القرآنی در اصفهان نفش مؤثری را ایفا نمود.
از دیگر فعالیت‌های سید علی جناب می‌توان به تأسیس و اداره یکی از اولین مدارس اصفهان بنام گلبهار اشاره کرد. این مدارس با همین نام ابتدا در نقاط مختلف اصفهان تأسیس شد و سپس هر یک با نام‌های جدید، فعالیت خود را ادامه دادند. از تربیت یافتگان میرسیدعلی جناب، ضیاءالدین جناب بود که وقتی به کمال رشد رسید و درکسب علوم زمان متبحر گردید ریاست دبیرستان صارمیه را بر عهده گرفت و منشأ خدمات بسیار ارزشمندی در اصفهان شد. از این دبیرستان شخصیت‌های والا مقامی همچون پروفسور تقی فاطمی و استاد جلال‌الدین همائی فارغ‌التحصیل شدند.

## زندگی‌نامه
کمال‌الدین جناب در سال ۱۲۸۷ در شهر اصفهان در خانواده ای با اصالت متولد شد. پدرش، میرسیدعلی جناب صاحب کتاب مهم «الاصفهان» و مادرش سلطنت خانم دولتشاهی (۱۲۵۹– ؟) دختر محمدحسین میرزا مؤیدالدوله (نوه طهماسب میرزا) بود. او تحصیلات ابتدایی خود را در مدرسه گلبهار و تحصیلات متوسطه خود را زیر نظر ضیاءالدین جناب در دبیرستان صارمیه به پایان رساند. (۱۳۰۵ هـ. ش)
سپس یک سال به تدریس پرداخت و سپس به تهران رفت و در دارالمعلمین تهران زیر نظر محمود حسابی به مدت سه سال در رشته فیزیک تحصیل کرد ولی همزمان سرپرست آزمایشگاه‌های فیزیک و شیمی بود.
وی پس از پایان دوره سربازی در سال ۱۳۱۲ جهت ادامه تحصیل به فرانسه اعزام رفته و از دانشگاه نانسی نیز در زمان کوتاهی دانشنامهٔ فیزیک و ریاضی دریافت کرد و در دانشگاه سوربن، دوره لیسانس شیمی را نیز گذرانید و عازم آمریکا شد در آمریکا زیر نظر میلیکان فیزیک‌دان برجسته (که در سال ۱۹۲۳ به دریافت جایزه نوبل نائل آمد) ادامه تحصیل داد و پس از دریافت درجه دکترا در فیزیک هسته‌ای، به ایران برگشت و به عنوان دانشیار دانشکده علوم به تدریس فیزیک پرداخت (۱۳۱۶هـ. ش) و از همان زمان با ایجاد و تأسیس آزمایشگاه فیزیک اتمی به پژوهش در فیزیک هسته‌ای و تربیت کارشناس اتمی مبادرت ورزید. وی به عنوان نماینده ایران در اولین کنفرانس بین‌المللی اتم برای صلح شرکت نمود.

## فعالیتها
دکتر کمال‌الدین جناب حدود پنجاه سال به کارهای مهم علمی، پژوهشی و فرهنگی پرداخت. اما محور اصلی تمام فعالیت‌های وی تدریس در دانشکده علوم و دانشسرای عالی و سایر مراکز علمی کشور بود.
کمال‌الدین جناب اولین ایرانی بود که دکترا فیزیک هسته‌ای گرفت و برای پیشرفت این دانش در ایران تلاش فراوانی کرد. در دولت ملی دکتر مصدق وقتی دکتر محمود حسابی وزیر فرهنگ بود، دکتر جناب را به معاونت برگزید.
ریاست سازمان تربیت بدنی، ریاست دانشکده علوم، عضو مؤثر انجمنهای علمی و بین‌المللی، عضو انجمن فیزیک‌دانان آمریکا، عضو فرهنگستان واژه گزینی، مدیر کل دبیرخانه دانشگاه از جمله مسوولیت‌های او بود.
کتابها و مقالات زیادی را به رشته تحریر درآورد که درمجلات معتبر جهان به چاپ رسیده است. کتابهای «فیزیک جدید»، «تحقیقات علمی در فیزیک اتمی»، «مکانیک مایعات»، «مکانیک نقاط مادی» از جمله تألیفات اوست.
در سال ۱۳۳۳ به دلیل اعتراض به قرارداد کنسرسیوم نفت از دانشگاه برکنار شد، اما پس از مدتی با احترام بیشتر در استقبال بی سابقهٔ دانشجویان به دانشگاه بازگشت.
دکتر کمال الدین جناب، به زبانهای انگلیسی، فرانسه، عربی و آلمانی آشنایی کامل داشت. در سال ۱۳۸۳ به عنوان چهرهٔ ماندگار فیزیک شناخته شد و از شخصیت علمی – فرهنگی وی تقدیر بعمل آمد. در مرداد ماه سال ۸۵ فیلمی از زندگی او ساخته شد که از تلویزیون سراسری پخش گردید.
از وی دو فرزند دختر و پسر که دارای تحصیلات عالی هستند به جای ماند. کمال‌الدین جناب در روز شنبه ششم تیرماه ۱۳۸۵ فوت کرد.